# 謝淑薇
謝淑薇（1986年1月4日—），臺灣女子職業網球選手，臺灣第二位大滿貫單打八強（繼盧彥勳之後）、7座大滿貫女雙冠軍、2座大滿貫混雙冠軍得主，WTA雙打排名第32位球后、亞洲第一位大滿貫衛冕冠軍（2019年與2021年溫布頓網球錦標賽），臺灣網球史上最佳選手。出生於臺灣新竹市，於高雄市成長，現居法國。5歲時開始網球生涯，11歲時參加14歲級東亞巡迴賽在單打與雙打獲得雙料冠軍。1998年獲選為國手，2001年轉入職業比賽。
2012年獲得生涯首座WTA單打冠軍（同年度共獲得兩座WTA單打冠軍），是臺灣自1996年王思婷後第二位單打冠軍選手。
2013年於溫布頓網球錦標賽中，與大陆選手彭帥搭配奪下女子雙打冠軍，拿下臺灣第一座大滿貫賽事奖杯得主；同年與彭帥搭擋，取得WTA年終總決賽女子雙打冠軍，這是亞洲選手首次在WTA年終賽獲得冠軍。2014年5月12日，謝淑薇正式登上女子雙打排名第一，為臺灣第1位世界女子雙打第一的選手，而她單打最高排名第23名也是臺灣選手最高紀錄。
2021年澳洲網球公開賽，單打部分先後打敗茨薇塔娜·皮隆科娃、比安卡·安德烈斯庫、薩拉·埃拉尼以及馬爾凱塔·萬卓索娃，個人生涯首次晉級大滿貫八強，是臺灣繼2010年盧彥勳晉級溫網八強後，第二位晉級大滿貫單打八強的選手，也是臺灣第一位晉級四大滿貫賽單打八強的女子選手。並成為網球公開化後，首次打進大滿貫賽女單八強之年齡最長的選手（35歲）。

## 歷年成績

### 青少年時期（1999－2003）
- 最高排名單打來到第九位、雙打來到第五位。
- 1998－2000世少與2000－2001世青國手。

### 2001年
- 15歲初次參加職業賽，從紐西蘭威靈頓站、台灣高雄站、兩個泰國曼谷站、美國喬治亞州Peachtree City站至隔年日本群馬站四強落敗，獲得ITF女子巡迴賽事五連冠並締造最長單打會內28連勝紀錄，這項紀錄直至2011年才為凱西·德拉夸打破。
- 首度參加WTA賽事，在峇里島站即自會外賽打進四強才不敵冠軍印尼球員Angelique Widjaja；隨後在芭達雅公開賽（英语：PTT Pattaya Open）從會外打進八強止步。

### 2002－2004年
- 2002年參加四大滿貫賽事皆止步會外。
- 分別在2002年日本群馬站雙打、2003年日本埼玉站單打、2004年韓國仁川及印度新德里站雙打獲得冠軍。
- 2003年首度成為聯邦盃國手。

### 2005年
- 美國網球公開賽-單打會外賽連勝三場，首次闖入大滿貫會內賽，第一輪以0-6、2-6輸給斯洛伐克選手卡塔琳娜·斯雷博特尼克。
- 獲得四座單打與七座雙打ITF冠軍。

### 2006年
- 澳洲網球公開賽-止於會外賽第三輪，以1-6、2-6輸給泰國選手撻瑪茵·塔娜蘇甘；女雙則獲得會內首勝，止步第二輪。
- 法國網球公開賽-再度由會外連勝三關闖入會內賽，於會內賽第一輪以4-6、4-6輸給地主外卡法國選手瑪蒂爾德·約翰森
- 溫布頓網球錦標賽-首度獲得直接參賽權，首輪遭遇第23種子西班牙選手安娜貝爾·梅迪娜·加里格斯以2-6、3-6敗北。
- 美國網球公開賽-止於會外賽第三輪，以1-6、4-6輸給比利時選手克斯汀·弗利普肯斯。
- 獲得一座單打與四座雙打ITF冠軍。
- 多哈亞運女子團體金牌、混雙銅牌。

### 2007年
- 澳洲網球公開賽-止於會外賽第二輪。
- 法國網球公開賽-第四度參加大滿貫會內賽，止於會內賽第一輪以4-6、3-6輸給第29種子阿根廷姬絲拉·杜高。
- 溫布頓網球錦標賽-再度從會外賽連勝闖進會內，第一輪7-5、3-6、6-8敗給第17種子法國塔蒂亞娜·戈洛文。
- 美國網球公開賽-止於會外賽第三輪。
- 與莊佳容聯手奪下WTA2007年中國公開賽（英语：2007 China Open - Women's Doubles）及首爾女網賽（英语：2007 Hansol Korea Open#Women.27s Doubles）雙打冠軍。
- 兩座單打與兩座雙打ITF冠軍。

### 2008年
- 1月代表中華台北參加第20屆霍普曼盃（英语：2008 Hopman Cup）(Hopman Cup)，第一場以4-6、4-6些微比數敗給世界排名第三的塞爾維亞耶萊娜·揚科維奇，第二場以3-6、7-6(2)、7-5擊敗世界排名第37的阿根廷姬絲拉·杜高，首度擊敗世界排名前50名的好手；第三場則以1-6、1-6輸給當時世界排名第15名的法國塔蒂亞娜·戈洛文，最終和盧彥勳共同獲得分組第三的佳績。
- 澳洲網球公開賽
  - 在女單比賽中從會外晉級，首輪以2-6、6-4、8-6擊敗捷克克拉拉·扎科帕洛娃，取得大滿貫會內賽首勝；第二輪以6-2、6-0擊敗第19種子、世界排名前20好手奧地利西比爾·巴默爾，第三輪再擊敗法國阿拉瓦內·雷扎伊；在第四輪以2-6、2-6不敵當時世界第一的比利時賈斯汀·海寧(贾斯汀·海宁)止步，締造臺灣女子選手在大滿貫單打賽事最佳成績，WTA排名也因此升至生涯新高第95名。[8]
  - 在女雙比賽中和俄羅斯選手Alla Kudryavtseva搭檔，以3-6、4-6輸給捷克搭檔妮科莱·瓦伊迪索娃和巴博拉·扎赫拉沃娃，止步第二輪。
- 2月參加WTA芭達雅女網賽（英语：2008 Pattaya Women's Open - Doubles），雙打與美國金久慈搭檔，決賽不敵莊佳容與詹詠然組合獲得雙打亞軍。
- 3月WTA一級賽事在美國印第安泉舉行--太平洋人壽公開賽--單打、雙打止步於第一輪。
- 3月WTA一級賽事在美國邁阿密舉行--索尼愛立信公開賽--單打止步於會外賽第一輪。
- 4月參加ITF仁川女網賽，奪得單打冠軍。
- 5月參加ITF法國Saint-Gaudens女網賽，單打第二輪止步，雙打奪得冠軍(搭檔為加拿大籍Pelletier)。
- 6月溫布頓網球錦標賽-單打首輪直落兩盤擊敗法國對手取得生涯溫網首勝；第二輪敗給法網賽會第9種子及該年亞軍沙芬娜(俄羅斯)止步。
- 7月參加WTA美國辛辛那提女網賽，2008 Cincinnati Masters - Women's Singles會外賽連闖兩關晉級會內賽，會內賽首輪直落兩盤敗給賽會第3種子俄羅斯瑪麗亞·姬莉蘭歌；雙打（英语：2008年辛辛那提大師賽女子雙打比賽）與哈薩克雅羅斯拉娃·施韋多娃搭檔，決賽不敵俄羅斯組合獲得亞軍。
- 美國網球公開賽
  - 單打自會外賽打進，會內賽首輪直落兩盤擊敗俄羅斯葉夫根尼婭·羅金娜奪得美網生涯首勝；第二輪不敵第19種子俄羅斯娜佳·彼得罗娃止步，單打排名升至生涯新高第89名。
  - 雙打（英语：2008年美國網球公開賽女子雙打比賽）與日本選手藤原理華搭檔，首輪不敵第5種子西班牙組合。
- 9月參加ITF日本筑波女網賽獲得單打冠軍，單打排名升至生涯新高第83名。
- 9月參加WTA印尼巴里島（英语：2008 Commonwealth Bank Tennis Classic - Doubles）女網賽，雙打與中國大陸選手彭帥搭檔，獲得雙打冠軍。
- 9月參加WTA日本東京泛太平洋女網賽（英语：2008 Toray Pan Pacific Open - Doubles），雙打與莊佳容搭檔，止於四強。
- 9月參加WTA首爾女網賽雙打與莊佳容搭檔，順利衛冕雙打冠軍。
- 10月參加ITF日本牧之原女網賽獲得單打冠軍，單打排名升至生涯新高第82名。
- 10月參加ITF台北海碩盃女網賽，單打首輪敗給莊佳容，雙打則與莊佳容搭檔奪得雙打冠軍。
- 11月代表中華台北參加在哈薩克阿斯塔納舉辦的亞洲霍普曼盃(Hopman Cup)，繼續與盧彥勳搭檔；小組賽橫掃印度以及南韓代表隊，順利晉級決賽；決賽中強勢擊敗地主隊伍哈薩克順利衛冕冠軍，兩人共獲得2萬美元獎金並連續兩年代表亞洲區參加1月霍普曼盃世界組賽事。

### 2009年
- 1月代表中華台北參加第21屆霍普曼盃(Hopman Cup)，在分組賽事首戰對上法國隊，單打以比數4-6、4-6不敵世界排名第15的選手阿麗澤·科奈。第二戰出戰俄羅斯，單打與當時世界排名第三的沙芬娜苦戰三盤，最後以6-4、2-6、5-7落敗；在混雙賽事與盧彥勳搭檔，以4-6、6-3、[10-8]取得勝利。第三戰出戰義大利隊，對上世界排名第12的選手弗拉維婭·佩內塔以5-7、3-6落敗。這次霍普曼盃以分組第四名作收。
- 1月參加WTA總獎金70萬美元的雪梨女網賽（英语：2009 Medibank International Sydney - Women's Doubles），雙打與中國大陸選手彭帥搭檔，一盤未失獲得雙打冠軍。
- 1月澳洲網球公開賽
  - 在女單比賽首輪上演台灣選手內戰，以3-6、3-6敗給詹詠然，無緣晉級。
  - 女雙賽事與中国選手彭帥搭檔，在第三輪比賽中以6-0、6-1優異表現擊敗第二種子西班牙組合，晉級八強；八強與美國名將威廉斯姊妹對戰，以2-6、6-4、3-6三盤落敗，無緣晉級四強，也中止兩人搭檔以來的11連勝佳績，但仍寫下個人在澳網女雙賽事最佳成績(八強)，雙打排名上升至生涯新高第33名。
- 3月參加WTA總獎金450萬美元的美國印地安泉女網賽（英语：2009 BNP Paribas Open - Women's Doubles）雙打賽事，繼續與中國大陸選手彭帥搭檔，第二輪落敗。
- 4月參加WTA總獎金70萬美元的德國斯圖加特保時捷女網賽（英语：2009 Porsche Tennis Grand Prix - Doubles）室內紅土賽事，單打會外賽次輪不敵俄羅斯菲娜·杜舒芬娜，無緣晉級會內賽；雙打與南非Chanelle Scheepers搭檔，首輪落敗。
- 5月參加WTA總獎金200萬美元的頂級羅馬女網賽（英语：2009 Internazionali BNL d'Italia - Women's Doubles），單打會外賽首輪擊敗義大利玛拉·圣安杰洛，次輪不敵美國Jill Craybas，無緣晉級會內賽；雙打與中國大陸選手彭帥搭檔，列為第7種子，順利過關斬將，在決賽中以7-5,7-6(5)擊退第5種子日本杉山愛與斯洛伐克達妮埃拉·漢圖霍娃名將組合，奪得兩人合作首座頂級紅土賽事雙打冠軍，共享10萬美元獎金。雙打排名也上升至生涯新高第22名。
- 5月參加WTA總獎金350萬歐元的頂級馬德里女網賽（英语：2009 Mutua Madrilena Madrid Open - Women's Doubles），與斯洛伐克雅內特·胡薩洛娃搭檔，在八強不敵第3種子組合落敗。雙打排名上升至生涯新高第20名。
- 5月法國網球公開賽
  - 在女單會外賽，首輪不敵地主選手Youlia Fedossova，以0-6、6-7(5)直落兩盤落敗。
  - 女雙賽事繼續與中國大陸選手彭帥搭檔，兩人列為第9種子組合，在第三輪比賽中直落兩盤再度擊退第7種子日本杉山愛與斯洛伐克達妮埃拉·漢圖霍娃晉級八強；八強與波蘭阿格涅什卡·拉德萬斯卡姊妹對戰，以2-6、6-4、7-5三盤逆轉獲勝，首度晉級大滿貫賽女雙賽事四強；在四強戰中對上第12種子白俄羅斯維多利亞·阿扎倫卡與俄羅斯葉連娜·韋斯寧娜組合，以2-6、5-7無緣晉級決賽，但仍突破2007與2008年莊佳容與詹詠然的八強記錄，寫下台灣選手在法網女雙賽事的最佳成績(四強)，兩人可共享78,000歐元獎金。雙打排名上升至生涯新高第12名。
  - 首度參加大滿貫混雙賽事，與澳洲選手阿什利·費舍爾合作，首輪對上同胞好手莊佳容與德國克里斯多夫·卡斯組合，以6-4、3-6、[12-10]救回對手一記賽末點驚險取得首勝；第二輪對上第4種子俄羅斯娜佳·彼得罗娃與白俄羅斯馬克斯·米爾內組合，以3-6、3-6無緣晉級八強。
- 6月參加WTA總獎金60萬美元的伊斯特本女網賽（英语：2009 AEGON International - Women's Singles），單打會外賽首輪對上Akgul Amanmuradova，以4-6、6-2、6-7(2)三盤落敗。
- 6月溫布頓網球錦標賽
  - 女雙賽事與中國大陸選手彭帥搭檔，兩人列為第5種子組合，首輪對上丹麥卡露蓮·禾絲妮雅琪與羅馬尼亞素蘭娜·姬絲迪亞組合，以4-6、6-2、2-6三盤落敗。
  - 首度參加溫網混雙賽事，與辛巴威凱文·烏利耶特合作列為第4種子組合。首輪輪空，第二輪輕取對手晉級第三輪；第三輪再度對上同胞好手莊佳容與德國克里斯多夫·卡斯組合，以6-3、6-2直落二獲勝，首度晉級大滿貫賽混雙八強；八強對上第12種子西班牙雙打名將比希尼婭·魯阿諾·帕斯夸爾與澳洲斯蒂芬·胡斯組合，以3-6、7-5、7-9三盤惜敗，無緣晉級四強。
- 7月參加WTA總獎金70萬美元的美國史丹佛女網賽（英语：2009 Bank of the West Classic - Doubles），單打會外賽首輪過關，第二輪不敵法國Stéphanie Foretz；雙打與美國Jill Craybas搭檔，首輪出局。
- 7月參加WTA總獎金70萬美元的美國洛杉磯女網賽（英语：2009 LA Women's Tennis Championships - Doubles），單打會外賽首輪出局；雙打與彭帥搭檔，止步於四強。
- 8月參加WTA總獎金200萬美元的美國辛辛那提女網賽，雙打與彭帥搭檔，名列第3種子，首輪輪空，第二輪不敵俄羅斯選手組合，無緣晉級。
- 8月參加WTA總獎金200萬美元的加拿大多倫多女網賽（英语：2009 Rogers Cup - Doubles），雙打與彭帥搭檔，名列第5種子，第二輪不敵俄羅斯與烏茲別克選手組合，無緣晉級。
- 8月參加美國網球公開賽
  - 在女單會外賽，首輪不敵捷克選手巴博拉·扎赫拉沃娃-斯特里科娃，以4-6、6-7(4)直落兩盤落敗。
  - 女雙賽事繼續與中國大陸選手彭帥搭檔，兩人列為第7種子組合，首輪苦戰三盤逆轉擊敗莊佳容與加拿大選手雅歷珊查·禾絲妮雅克組合，第二輪不敵美國地主組合，無緣晉級。
  - 首度參加美網混雙賽事，繼續與辛巴威雙打名將凱文·烏利耶特合作，兩人列為第5種子組合，連續擊敗對手晉級四強，四強賽以2-6、6-3、[5-10]敗給衛冕冠軍第2種子女雙排名第一的辛巴威名將卡拉·布雷克與印度名將利安德·帕斯組合，無緣晉級決賽。
- 9月參加WTA總獎金22萬美元的廣州女網賽（英语：2009 Guangzhou International Women's Open - Singles），女單會內賽首輪擊敗中國大陸選手晏紫，第二輪不敵烏克蘭的Olga Savchuk，無緣晉級八強。
- 9參加ITF日本牧之原女網賽，順利衛冕單打冠軍。
- 9月參加WTA總獎金200萬美元的日本東京泛太平洋女網賽，雙打（英语：2009年泛太平洋网球公开赛双打比赛）與美國球員Raquel Kops-Jones搭檔，止步於八強。
- 10月參加WTA頂級賽事總獎金450萬美元的中國網球公開賽，單打會外賽首輪出局，雙打（英语：2009年中國網球公開賽女子雙打比賽）繼續與彭帥搭檔，以未失一盤的優異表現奪得雙打冠軍，兩人共享26萬6千美元獎金。
- 雙打世界排名上升至新高第9，繼莊佳容、詹詠然之後成為第三位闖進世界雙打前10名的台灣選手。
- 11月參加ITF總獎金十萬元台北海碩盃女網賽，單雙打皆首輪落敗。
- 12月代表臺灣參加香港東亞運，奪得網球女雙金牌（搭擋：莊佳容）、混雙銀牌（搭擋：李欣翰）

### 2012年
- 2月參加芭達雅公開賽（英语：2012 PTT Pattaya Open – Singles），從會外賽晉級至四強，不敵三號種子達妮埃拉·漢圖霍娃。
- 參加於2月27日至3月4日舉行的第三屆2012馬來西亞女子公開賽（英语：2012 Malaysian Open – Singles）並從會外賽一路打進決賽，獲得單打冠軍，此為謝淑薇首座女子網球聯合會(WTA)等級的單打冠軍，總獎金為22萬美元。
- 6月伯明罕女網賽與匈牙利巴包斯·蒂美阿搭檔，在決賽擊敗頭號種子美國組合莉澤爾·許貝爾及麗莎·雷蒙德，獲得生涯首座草地雙打冠軍，並在溫網，在單打首輪與次輪分別擊敗法國球員維吉妮·拉扎諾及Stéphanie Foretz Gacon。雖然在32強以1-6、4-6輸給賽會第1種子與世界第一莎拉波娃，仍創下台灣女子選手在溫網單打最佳成績[9]。
- 9月22日，在廣州國際女子網球公開賽（英语：2012 Guangzhou International Women's Open – Singles）上單打奪冠，此為謝淑薇第二座WTA等級的單打冠軍，總獎金為22萬美元。
- 10月14日，於中國宿州女網賽封后。15日，WTA排名世界第25名，正式突破台灣選手王思婷第26名的障礙，創下謝淑薇障礙。
- 10月底獲取資格參加10月30日至11月2日於索菲亞舉行的小年終賽事，並以一勝二負止步於循環賽。
- 11月5日 WTA 公佈年度排名時，以世界第25名創下台灣女子選手歷史最高年終排名。

### 2013年
- 2013年溫布敦網賽，謝淑薇於女雙賽事搭檔中國大陸選手彭帥一路挺進，於四強賽以6:4、6:3擊敗青山秀子與史基波絲（Chanelle Scheepers）搭檔，首次闖入大滿貫冠軍賽，也是臺灣第3位打入大滿貫女雙賽事的選手。女雙冠軍戰，對決巴蒂（A.Barty）黛拉夸（C.Dellacqua），首盤互相破發，一路到搶七才拿下首盤；次盤謝淑薇/彭帥於第2、6局破發，終場以7:6、6:1拿下生涯首座溫網女雙冠軍，也是臺灣網壇第一座大滿貫金盃。
- WTA年終總決賽，謝淑薇與彭帥搭檔，獲邀參加雙打賽事，謝淑薇也成為第四位進入年終賽的臺灣選手。在準決賽中，對戰俄羅斯Nadia Petrova、斯洛維尼亞Katarina Srebotnik組合，首盤雙方路互破發球局戰到6:6平手而進入決勝局，搶七中原本以4:5落後，但在接下來藉由對方雙發失誤，連拿3分奪下首盤勝利；次盤謝/彭一路拉開比序，終場以7:6、6:2類似溫網決賽的結局，進入冠軍戰。謝淑薇也成為臺灣第一位進入年終賽決賽的選手。
- 10月27日，謝淑薇與彭帥在決賽對戰俄羅斯馬卡洛娃（Ekaterina Makarova）、俄羅斯維斯尼娜（Elena Vesnina），以6比4、7:5直落2，取得女子雙打冠軍。謝淑薇和彭帥兩人9度闖進WTA女雙決賽，9次都奪得冠軍，不但創下台灣第一、中國第一的紀錄，甚至榮登亞洲之冠[10]。

### 2014年
- 2014年2月16日，謝淑薇和彭帥在卡達女網賽雙打決賽挑戰對手，以6比4、6比0擊敗捷克選手佩絲克（Kveta Peschke）和斯洛維尼亞的史瑞波妮克（Katarina Srebotnik），順利以直落二捧走冠軍，也是謝彭聯手的第10冠。謝淑薇的女雙世界排名將升上第2，再創台灣網壇新頁[11]。
- 5月8日，在馬德里女子網球賽，謝淑薇與彭帥擊敗第5種子布蕾可與米爾莎，進入女子雙打賽4強，謝淑薇在世界女子職網協會（WTA）發表的每周女雙世界排名與彭帥並列第一[12]。在5月19日公布的世界排名中，謝淑薇退居第二。
- 6月8日，謝淑薇和彭帥贏得法網冠軍，謝淑薇也因此重返女雙世界第一。
- 7月，謝淑薇和彭帥因溫網表現不佳，彭帥退居第三，謝淑薇退居第四。
- 8月31日，彭帥宣佈和謝淑薇拆夥 [13]。

### 2016年
- 2016年8月4日，里約奧運開幕前兩天，宣布退出台灣網壇，永不受國家隊徵召，並退出奧運單打及雙打比賽。

### 2017年
- 法國網球公開賽，女子單打部分：謝淑薇在第一輪以1-6、7-6(2)、6-4擊敗第7種子約翰娜·康塔，最後於第三輪敗給第28種子卡罗琳·加西亚。

### 2018年
- 1月於WTA奧克蘭公開賽進入女單四強，也是繼2016年WTA台灣公開賽後再度擠身WTA國際賽女單四強之列。
- 印第安泉大師賽：謝淑薇與巴博拉·斯特里科娃拿下雙打冠軍。
- 2018年澳洲網球公開賽，女子單打部分：謝淑薇於第二輪擊敗當時世界排名第三並曾奪得兩座大滿貫單打冠軍的第3種子穆古魯扎[14]，創下生涯擊敗最高位種子的個人紀錄，第三輪再擊敗曾高居世界第二的第26種子－波蘭名將拉德萬斯卡，生涯首次在同賽事連過2個種子選手，進入第四輪，成功晉級大滿貫第二周，並追平個人大滿貫單打16強於2008年的最佳紀錄[15]，但最終在與前澳網冠軍－第21種子克柏的比賽中，以6-4、5-7、2-6，末盤體力不支的情況下輸掉比賽。然而謝淑薇有別於當今網壇強力球風的技術打法，以雙手持拍的大角度調動及具個人特色的精準切削打法（slice），不但獲得對手讚嘆[16]，屢屢登上澳網官方首頁以及社群帳號，官方更於深夜於Instagram感謝她帶來的精湛球技[17]；女子雙打部分：與中國大陸彭帥重新搭檔，成功晉級澳網四強，皆創下兩人在澳網女雙的新高紀錄，並憑此成為台灣第一位於四大滿貫賽，皆取得終身會員身分的選手[18]。
- 憑藉著奧克蘭網賽單打4強、澳網女單追平生涯最佳16強、澳網女雙創下生涯最佳4強，以賽季初的出色表現，經WTA網路票選後，獲得42%的支持率，當選「1月最佳突破選手」，是臺灣第一位獲得此殊榮的選手。
- 2018年法國網球公開賽，女子單打部分：謝淑薇在第一輪以4-6、3-6不敵瑞典選手瑞貝卡·皮特森（Rebecca Peterson）。
- 2018年溫布頓網球錦標賽，女子單打部分：謝淑薇於第三輪以3-6、6-4、7-5擊敗世界排名第一的第一種子西蒙娜·哈勒普，進入第四輪，成功晉級大滿貫第二周。
- 2018年9月，於日本女子網球公開賽決賽中，以6-2、6-2擊敗美國17歲黑馬阿曼達·阿尼西莫娃（Amanda Anisimova)。拿下生涯第3座WTA單打冠軍，最新世界排名可望重返前30。

### 2019年
- 謝淑薇在邁阿密公開賽女單，創下個人生涯第一次打進WTA皇冠超強賽（Premier Mandatory）八強紀錄，期間她先後擊敗了現任世界球后大坂直美、前世界球后沃茲妮雅琪（Caroline Wozniacki），八強賽面對前訓練搭檔、愛沙尼亞選手孔塔薇特（Anett Kontaveit）才敗下陣來，接著在女雙又輸給衛冕冠軍。
- 蔡賜爵曾與台灣網球女將謝淑薇爆發糾紛，台灣網球女將謝淑薇於2016年里約奧運前夕在臉書自爆，表示自己「不要再當這麼委屈的國手」，她指出因去找中華奧會副主席蔡賜爵討論制度問題，卻遭到拍桌，今天,中華奧會副主席蔡賜爵遭檢調約談，並移送台北地檢署，隨後以20萬交保。
- 謝淑薇與捷克好手巴博拉·斯特里措娃在馬德里公開賽決賽以6比3、6比1輕取中國大陸徐一璠與加拿大女將加布里埃拉·达布罗斯基，拿下兩人今年第2座雙打冠軍。
- 溫網搭檔巴博拉·斯特里措娃，於準決賽擊敗時任雙打球后與第一種子組合：克里斯蒂娜·美拉德諾維奇與巴包斯·蒂美阿，決賽以6比2、6比4擊敗徐一幡與加布里埃拉·达布罗斯基，睽違六年再度拿下溫網女雙冠軍。
- 年終總決賽搭檔巴博拉·斯特里措娃，第三度進入年終總決賽,於決賽敗於克里斯蒂娜·美拉德諾維奇與巴包斯·蒂美阿，拿下年終總決賽女雙亞軍。

### 2020年
- 謝淑薇與捷克好手巴博拉·斯特里措娃在布里斯本國際賽逆轉單打名將澳洲巴蒂與荷蘭單打名將貝爾騰斯，拿下開季第1座雙打冠軍。
- 謝淑薇與捷克好手巴博拉·斯特里措娃首次進入四大賽澳洲網球公開賽雙打決賽，於決賽敗於克里斯蒂娜·美拉德諾維奇與巴包斯·蒂美阿組合，拿下澳網女雙亞軍。
- 2月中東賽事，謝淑薇與捷克好手巴博拉·斯特里措娃，背靠背先後於杜拜網球錦標賽 (Dubai Tennis Championships)，卡達公開賽(Qatar Total Open)，拿下女雙冠軍，為本季第2，第3座WTA女雙冠軍。
- 4月紅土賽事，與捷克好手巴博拉·斯特里措娃，奪得羅馬大師賽 (Internazionali d'Italia)女雙冠軍，本季第4座WTA女雙冠軍。
- 謝淑薇首登女雙年終世界第一。

### 2021年
- 搭檔比利時愛麗絲·梅滕斯，於溫布頓網球錦標賽以3-6、7-5、9-7擊敗俄羅斯葉連娜·韋斯寧娜及韋羅妮卡·庫德梅托娃組合，成功衛冕女雙冠軍（2020溫網因新冠肺炎取消舉辦）。
- 搭檔比利時愛麗絲·梅滕斯，於印地安泉公開賽（Indian Wells）以7比6（7比1）、6比3 擊敗韋羅妮卡·庫德梅托娃及叶连娜·莱巴金娜， 奪得個人生涯第3座印地安泉大師賽冠軍。

### 2023年
- 於法網參加傷癒復出後首場大滿貫女子雙打赛事，以排名保護搭檔大陆選手王欣瑜參賽，贏得女子雙打冠軍。這是謝淑薇繼2014年後暌違9年第2座法網冠軍。
- 溫網以排名保護搭檔捷克選手巴博拉·斯特里措娃參加女子雙打比賽，贏得女子雙打冠軍。在2019年即與斯特里措娃合作拿下溫網女雙，在其生子後重新搭檔，決賽對上前年合作女雙並且同樣奪冠的比利時選手梅騰斯。最終拿下個人第四座溫網女雙冠軍，並且是繼2003年杉山愛後，再度連拿法網及溫網的選手。

### 2024年
- 1月26日，澳洲網球公開賽決賽先與波蘭J·傑林斯基攜手力拚生涯首座大滿貫混雙冠軍。台波組合首盤打到搶七以6(5)比7敗下陣來，次盤後來居上以6比4拿下，鏖戰到超級搶十以11比9勝出，謝淑薇生涯第7座大滿貫金盃到手。
- 1月28日，澳洲網球公開賽決賽與老搭檔比利時的E·梅滕斯續拚女雙冠軍，決賽對手是大會第11種子烏克蘭的L·克奇諾、拉脫維亞的J·奧斯塔朋科，台比組合首盤以6比1輕鬆拿下，第二盤雖然打得辛苦，但最後仍成功以7比5收下，謝淑薇連拿兩座金盃，生涯第8座大滿貫到手，生涯在澳網女雙首次奪冠，不僅成為澳網24年來首位囊括澳網混雙、女雙冠軍的選手，也締造台灣網壇史上第一位在單屆賽事奪下兩座大滿貫的紀錄。
- 3月17日，2024年印第安韋爾斯網球公開賽決賽與老搭檔比利時的E·梅滕斯拚女雙冠軍，決賽對手是大會第3種子澳洲的斯托姆·亨特、捷克的卡特日娜·西尼亚科娃，以6比3、6比4擊敗對手，相隔兩年四個多月重返女雙世界第一，也是第九度稱后，復出不到短短一年，就橫掃群芳搶回女雙世界球后寶座，而且包括WTA千分等級的印地安泉網賽在內，「台灣一姊」連續四站女雙決戰都勇奪冠軍，滿百勝率足為職業生涯再添傳奇。
- 7月1 4日，溫布頓網球錦標賽與波蘭J·傑林斯基再度獲得大滿貫混雙冠軍。
- 10月14日，WTA官方宣布，謝淑薇和愛麗絲·梅丹斯的組合，入圍2024雙打WTA年終總決賽。 （页面存档备份，存于）

## 大滿貫

### 女雙冠軍 (7) / 女雙亞軍 (3)
| 成績 | 年份 | 比賽 | 場地     | 搭檔              | 決賽對手                              | 比分           |
| ---- | ---- | ---- | -------- | ----------------- | ------------------------------------- | -------------- |
| 冠軍 | 2013 | 溫網 | 室外草地 | 彭帥              | 阿什莉·巴蒂 凱西·德拉夸               | 7-61、6-1      |
| 冠軍 | 2014 | 法網 | 室外紅土 | 彭帥              | 羅貝塔·文奇 薩拉·埃拉尼               | 6-4、6-1       |
| 冠軍 | 2019 | 溫網 | 室外草地 | 巴博拉·斯特里措娃 | 加布里埃拉·达布罗斯基 徐一幡          | 6-2、6-4       |
| 亞軍 | 2020 | 澳網 | 室外硬地 | 巴博拉·斯特里措娃 | 巴包斯·蒂美阿 克里斯蒂娜·美拉德諾維奇 | 2-6、1-6       |
| 冠軍 | 2021 | 溫網 | 室外草地 | 愛麗絲·梅滕斯     | 葉連娜·韋斯寧娜 维罗妮卡·库德梅托娃   | 3-6、7-5、9-7  |
| 冠軍 | 2023 | 法網 | 室外紅土 | 王欣瑜            | 萊拉·费爾南德斯 泰勒·湯森             | 1-6、7-65、6-1 |
| 冠軍 | 2023 | 溫網 | 室外草地 | 巴博拉·斯特里措娃 | 愛麗絲·梅滕斯 斯托姆·杭特             | 7-5、6-4       |
| 冠軍 | 2024 | 澳網 | 室外硬地 | 愛麗絲·梅滕斯     | 柳德米拉·奇琴诺克 耶蓮娜·奧斯塔朋科   | 6-1、7-5       |
| 亞軍 | 2025 | 澳網 | 室外硬地 | 耶蓮娜·奧斯塔朋科 | 泰勒·湯森 凯特琳娜·丝妮柯娃           | 2-6、7-64、3-6 |
| 亞軍 | 2025 | 溫網 | 室外草地 | 耶蓮娜·奧斯塔朋科 | 愛麗絲·梅滕斯 · 韦罗妮卡·库德梅托娃   | 6-3、2-6、4-6  |

### 混雙冠軍 (2)
| 成績 | 年份 | 比賽 | 場地     | 搭檔        | 決賽對手                            | 比分              |
| ---- | ---- | ---- | -------- | ----------- | ----------------------------------- | ----------------- |
| 冠軍 | 2024 | 澳網 | 室外硬地 | 揚·傑林斯基 | 德西蕾·克拉夫奇克 尼爾·斯庫普斯基   | 65-7、6-4、[11-9] |
| 冠軍 | 2024 | 溫網 | 室外草地 | 揚·傑林斯基 | 圣地亚哥·冈萨雷斯 朱里亚娜·奥尔莫斯 | 6-4、6-2          |

## WTA年終賽

### 女雙冠軍 (1) / 女雙亞軍 (3)
| 成績 | 年份 | 舉行地點   | 場地     | 搭擋              | 決賽對手                                | 比分     |
| ---- | ---- | ---------- | -------- | ----------------- | --------------------------------------- | -------- |
| 冠軍 | 2013 | 伊斯坦堡   | 室內硬地 | 彭帥              | 葉卡捷琳娜·瑪卡洛娃 艾蓮娜·維絲尼娜     | 6-4, 7-5 |
| 亞軍 | 2014 | 新加坡     | 室內硬地 | 彭帥              | 卡拉·布雷克 桑尼亞·米爾莎               | 1-6, 0-6 |
| 亞軍 | 2019 | 深圳       | 室內硬地 | 巴博拉·斯特里措娃 | 巴包斯·蒂美阿 克里斯蒂娜·美拉德諾維奇   | 1-6, 3-6 |
| 亞軍 | 2021 | 瓜達拉哈拉 | 室外硬地 | 愛麗絲·梅滕斯     | 巴尔博拉·克赖奇科娃 卡特日娜·西尼亚科娃 | 3-6, 4-6 |

## 職業生涯冠亞軍數

### WTA單打冠軍 (3) / 單打亞軍 (1)125K
| 圖表：2009年之前  | 圖表：2009~2020年 | 圖表：2021年之後        |
| ----------------- | ----------------- | ----------------------- |
| 大滿貫賽事 (0)    |                   |                         |
| WTA巡迴總決賽 (0) |                   |                         |
| 第一級錦標賽 (0)  | 皇冠明珠級 (0)    | WTA1000巡迴賽(強制賽)   |
| 第二級錦標賽 (0)  | 超5巡迴賽 (0)     | WTA1000巡迴賽(非強制賽) |
| 第三級錦標賽 (0)  | 頂級巡迴賽 (0)    | WTA500巡迴賽            |
| 第四級錦標賽 (0)  | 國際賽 (3-0)      | WTA250巡迴賽            |
| 第五級錦標賽 (0)  | 125K系列賽 (0-1)  | WTA125巡迴賽            |

| 成績 | 排序 | 日期           | WTA女單賽事名稱        | 比賽地點 | 場地     | 對手              | 比分                  |
| ---- | ---- | -------------- | ---------------------- | -------- | -------- | ----------------- | --------------------- |
| 冠軍 | 1.   | 2012年3月4日   | 吉隆坡公開賽           | 吉隆坡   | 室外硬地 | 佩德拉·馬蒂奇     | 2–6、7–5、4–1（退賽） |
| 冠軍 | 2.   | 2012年9月23日  | 廣州國際女子網球公開賽 | 廣州     | 室外硬地 | 勞拉·羅布森       | 6–3、5–7、6–4         |
| 冠軍 | 3.   | 2018年9月16日  | 日本女子網球公開賽     | 廣島     | 室外硬地 | 阿曼達·阿尼西莫娃 | 6–2、6–2              |
| 亞軍 | 1.   | 2017年12月12日 | 華欣女網挑戰賽         | 華欣     | 室外硬地 | 貝琳達·本西奇     | 3–6、4–6              |

### WTA雙打冠軍 (35) / 雙打亞軍 (15)
| 圖表：2009年之前    | 圖表：2009~2020年 | 圖表：2021年之後        |
| ------------------- | ----------------- | ----------------------- |
| 大滿貫賽事 (7-1)    |                   |                         |
| WTA巡迴總決賽 (1-3) |                   |                         |
| 第一級錦標賽 (0)    | 皇冠明珠級 (6-0)  | WTA1000巡迴賽(強制賽)   |
| 第二級錦標賽 (0)    | 超5巡迴賽 (7-1)   | WTA1000巡迴賽(非強制賽) |
| 第三級錦標賽 (0)    | 頂級巡迴賽 (5-4)  | WTA500巡迴賽            |
| 第四級錦標賽 (0)    | 國際賽 (8-6)      | WTA250巡迴賽            |
| 第五級錦標賽 (0)    | 125K系列賽 (1-0)  | WTA125巡迴賽            |

| 成績 | 排序 | 日期                | 賽事                     | 場地     | 搭擋                  | 對手                                    | 比分                       |
| ---- | ---- | ------------------- | ------------------------ | -------- | --------------------- | --------------------------------------- | -------------------------- |
| 冠軍 | 1.   | 2007 年 09 月 23 日 | 北京,中國                | 室外硬地 | 莊佳容                | 韓馨蘊 徐一幡                           | 7-6(2-7), 6-3              |
| 冠軍 | 2.   | 2007 年 09 月 30 日 | 首爾, 南韓               | 室外硬地 | 莊佳容                | 埃萊妮·達尼利都 茉莉·沃爾               | 6-2, 6-2                   |
| 冠軍 | 3.   | 2008 年 09 月 14 日 | 峇里島, 印尼             | 室外硬地 | 彭帥                  | 瑪爾塔·多瑪喬斯卡 娜佳·彼得罗娃         | 6-7(4-7), 7-6(7-3), [10-7] |
| 冠軍 | 4.   | 2008 年 09 月 28 日 | 首爾, 南韓               | 室外硬地 | 莊佳容                | 菲娜·杜舒芬娜 玛丽亚·基里连科           | 6-3, 6-0                   |
| 冠軍 | 5.   | 2009 年 01 月 16 日 | 雪梨, 澳洲               | 室外硬地 | 彭帥                  | 纳塔莉·德希 凱西·德拉夸                 | 6-0, 6-1                   |
| 冠軍 | 6.   | 2009 年 05 月 09 日 | 羅馬, 義大利             | 室外紅土 | 彭帥                  | 達妮埃拉·漢圖霍娃 杉山愛                | 7-5, 7-6(7-5)              |
| 冠軍 | 7.   | 2009 年 10 月 11 日 | 北京,中國                | 室外硬地 | 彭帥                  | 艾拉·庫翠雅芙塞娃 葉卡捷琳娜·馬卡洛娃   | 6-3, 6-1                   |
| 冠軍 | 8.   | 2011 年 09 月 24 日 | 廣州, 中國               | 室外硬地 | 鄭賽賽                | 詹謹瑋 韓馨蘊                           | 6-2, 6-1                   |
| 冠軍 | 9.   | 2012 年 06 月 18 日 | 伯明翰, 英國             | 室外草地 | 巴包斯·蒂美阿         | 萊澤爾·胡貝爾 麗莎·雷蒙                 | 7-5, 6-7(2-7), [10-8]      |
| 冠軍 | 10.  | 2013 年 05 月 13 日 | 羅馬, 義大利             | 室外紅土 | 彭帥                  | 薩拉·埃拉尼 羅貝塔·文琪                 | 4-6, 6-3, [10-8]           |
| 冠軍 | 11.  | 2013 年 07 月 07 日 | 溫布頓, 英國             | 室外草地 | 彭帥                  | 阿什莉·巴蒂 凱西·德拉夸                 | 7-6(7-1), 6-1              |
| 冠軍 | 12.  | 2013 年 08 月 19 日 | 辛辛那提, 美國           | 室外硬地 | 彭帥                  | 安娜－蓮娜·歌恩菲特 克韋塔·佩什克       | 2-6, 6-3,[12-10]           |
| 冠軍 | 13.  | 2013 年 09 月 21 日 | 廣州, 中國               | 室外硬地 | 彭帥                  | 金久慈 加林娜·沃斯科博耶娃              | 6-3, 4-6,[12-10]           |
| 冠軍 | 14.  | 2013 年 10 月 27 日 | 伊斯坦堡, 土耳其         | 室內硬地 | 彭帥                  | 葉卡捷琳娜·馬卡洛娃 葉連娜·韋斯寧娜     | 6-4, 7-5                   |
| 冠軍 | 15.  | 2014 年 02 月 16 日 | 杜哈, 卡達               | 室外硬地 | 彭帥                  | 克韋塔·佩什克 卡塔琳娜·斯雷博特尼克     | 6-4, 6-0                   |
| 冠軍 | 16.  | 2014 年 03 月 15 日 | 印第安維爾斯大師賽, 美國 | 室外硬地 | 彭帥                  | 卡拉·布雷克 萨尼娅·米尔扎               | 7-6(7-5), 6-2              |
| 冠軍 | 17.  | 2014 年 06 月 08 日 | 巴黎, 法國               | 室外紅土 | 彭帥                  | 薩拉·埃拉尼 羅貝塔·文琪                 | 6-4, 6-1                   |
| 冠軍 | 18.  | 2017 年 02 月 26 日 | 布達佩斯, 匈牙利         | 室內硬地 | 奥克萨娜·卡拉什尼科娃 | 艾琳娜·羅迪奧諾娃 加林娜·沃斯科博耶娃   | 6-3, 4-6,[10-4]            |
| 冠軍 | 19.  | 2017 年 04 月 16 日 | 比爾, 瑞士               | 室內硬地 | 莫妮卡·尼古列斯庫     | 迪美雅·芭辛絲姬 瑪蒂娜·辛吉斯           | 5-7, 6-3,[10-7]            |
| 冠軍 | 20.  | 2018 年 03 月 18 日 | 印地安泉, 美國           | 室外硬地 | 巴博拉·斯特里措娃     | 葉卡捷琳娜·馬卡洛娃 葉連娜·韋斯寧娜     | 6-4, 6-4                   |
| 冠軍 | 21.  | 2019 年 02 月 23 日 | 杜拜, 阿拉伯聯合大公國   | 室外硬地 | 巴博拉·斯特里措娃     | 露西·赫拉得卡 葉卡捷琳娜·馬卡洛娃       | 6-4, 6-4                   |
| 冠軍 | 22.  | 2019 年 05 月 11 日 | 馬德里, 西班牙           | 室外紅土 | 巴博拉·斯特里措娃     | 加布里埃拉·达布罗斯基 徐一幡            | 6-3, 6-1                   |
| 冠軍 | 23.  | 2019 年 06 月 11 日 | 伯明罕, 英國             | 室外草地 | 巴博拉·斯特里措娃     | 安娜-莱娜·歌恩菲特 黛米·舒尔斯          | 6-3, 6-1                   |
| 冠軍 | 24.  | 2019 年 07 月 14 日 | 溫布頓, 英國             | 室外草地 | 巴博拉·斯特里措娃     | 加布里埃拉·达布罗斯基 徐一幡            | 6-2, 6-4                   |
| 冠軍 | 25.  | 2020 年 01 月 12 日 | 布里斯本,澳洲            | 室外硬地 | 巴博拉·斯特里措娃     | 阿什莉·巴蒂 基基·貝爾騰斯               | 3-6, 7-6(9-7), [10-8]      |
| 冠軍 | 26.  | 2020 年 02 月 22 日 | 杜拜,阿拉伯聯合大公國    | 室外硬地 | 巴博拉·斯特里措娃     | 巴尔博拉·克赖奇科娃 鄭賽賽              | 7-5, 3-6,[10-5]            |
| 冠軍 | 27.  | 2020 年 02 月 29 日 | 杜哈,卡達                | 室外硬地 | 巴博拉·斯特里措娃     | 加布里埃拉·达布罗斯基 耶蓮娜·奧斯塔朋科 | 6-2, 5-7,[10-2]            |
| 冠軍 | 28.  | 2020 年 09 月 20 日 | 羅馬, 義大利             | 室外紅土 | 巴博拉·斯特里措娃     | 安娜-萊娜·弗里達薩姆 拉魯卡·奧拉魯      | 6-2, 6-2                   |
| 冠軍 | 29.  | 2021 年 07 月 10 日 | 溫布頓, 英國             | 室外草地 | 愛麗絲·梅滕斯         | 葉連娜·韋斯寧娜 韦罗妮卡·库德梅托娃     | 3–6, 7–5, 9–7              |
| 冠軍 | 30.  | 2021 年 10 月 16 日 | 印地安泉, 美國           | 室外硬地 | 愛麗絲·梅滕斯         | 韦罗妮卡·库德梅托娃 叶连娜·莱巴金娜     | 7-6(7-1), 6-3              |
| 冠軍 | 31.  | 2023 年 06 月 11 日 | 巴黎, 法國               | 室外紅土 | 王欣瑜                | 萊拉·費南德茲 泰勒·湯森                 | 1-6, 7-6(7-5), 6-1         |
| 冠軍 | 32.  | 2023 年 07 月 16 日 | 溫布頓, 英國             | 室外草地 | 巴博拉·斯特里措娃     | 愛麗絲·梅滕斯 斯托姆·杭特               | 7-5, 6-4                   |
| 冠軍 | 33.  | 2024 年 1月 28日    | 墨爾本,澳洲              | 室外硬地 | 愛麗絲·梅滕斯         | 柳德米拉·奇琴諾克 耶蓮娜·奧斯塔朋科     | 6-1, 7-5                   |
| 冠軍 | 34.  | 2024 年 3 月 17 日  | 印地安泉, 美國           | 室外硬地 | 愛麗絲·梅滕斯         | 斯托姆·杭特 卡特琳娜·辛妮亞柯娃         | 6-3, 6-4                   |
| 冠軍 | 35.  | 2024 年 06 月 23 日 | 伯明翰, 英國             | 室外草地 | 愛麗絲·梅滕斯         | 張帥 加藤未唯                           | 6-1, 6-3                   |
| 亞軍 | 1.   | 2004 年 10 月 03 日 | 首爾, 南韓               | 室外硬地 | 莊佳容                | 赵伦贞 Jeon Mi-Ra                       | 3-6, 6-1, 5-7              |
| 亞軍 | 2.   | 2007 年 01 月 06 日 | 奧克蘭, 紐西蘭           | 室外硬地 | Shikha Uberoi         | 雅內特·胡薩洛娃 保拉·蘇亞雷斯           | 0-6, 2-6                   |
| 亞軍 | 3.   | 2007 年 02 月 18 日 | 班加羅爾, 印度           | 室外硬地 | Alla Kudryavtseva     | 詹詠然 莊佳容                           | 7-6(7-4), 2-6, [9-11]      |
| 亞軍 | 4.   | 2008 年 02 月 10 日 | 芭達雅, 泰國             | 室外硬地 | 金久慈                | 詹詠然 莊佳容                           | 4-6, 3-6                   |
| 亞軍 | 5.   | 2008 年 08 月 17 日 | 辛辛那提, 美國           | 室外硬地 | 雅羅斯拉娃·施韋多娃   | 玛丽亚·基里连科 娜佳·彼得罗娃           | 3-6, 6-4, [8-10]           |
| 亞軍 | 6.   | 2014 年 10 月 26 日 | 新加坡, 新加坡           | 室內硬地 | 彭帥                  | 卡拉·布莱克 萨尼娅·米尔扎               | 1-6,0-6                    |
| 亞軍 | 7.   | 2015 年 02 月 28 日 | WTA卡塔尔公开赛, 卡達    | 室外硬地 | 萨尼娅·米尔扎         | Raquel Kops-Jones 阿比盖尔·斯皮尔斯     | 4-6, 4-6                   |
| 亞軍 | 8.   | 2017 年 08 月 20 日 | 辛辛那提, 美國           | 室外硬地 | 莫妮卡·尼古列斯庫     | 玛蒂娜·辛吉斯 詹詠然                    | 6-4, 4-6, [7-10]           |
| 亞軍 | 9.   | 2018 年 02 月 24 日 | 杜拜,阿拉伯聯合大公國    | 室外硬地 | 彭帥                  | 杨钊煊 詹皓晴                           | 6-4, 2-6, [6-10]           |
| 亞軍 | 10.  | 2018 年 08 月 25 日 | 紐哈芬,美國              | 室外硬地 | 蘿拉·西格蒙德         | 巴博拉·斯特里科娃 安德烈娅·赫拉瓦奇科娃 | 4–6, 7–6(9–7), [4–10]      |
| 亞軍 | 11.  | 2018 年 09 月 23 日 | 首爾,南韓                | 室外硬地 | 謝語倢                | 韩娜莱 Choi Ji-hee                      | 3–6, 2–6                   |
| 亞軍 | 12.  | 2019 年 09 月 22日  | 大阪,日本                | 室外硬地 | 謝語倢                | 詹詠然 詹皓晴                           | 5–7, 5–7                   |
| 亞軍 | 13.  | 2019 年 11 月 03日  | 深圳,中國                | 室內硬地 | 巴博拉·斯特里措娃     | 巴包斯·蒂美阿 克里斯蒂娜·美拉德諾維奇   | 1-6, 3-6                   |
| 亞軍 | 14.  | 2021 年 1月 31日    | 墨爾本,澳洲              | 室外硬地 | 巴博拉·斯特里措娃     | 巴包斯·蒂美阿 克里斯蒂娜·美拉德諾維奇   | 2-6, 1-6                   |
| 亞軍 | 15.  | 2021 年 11 月 17日  | 瓜達拉哈拉,墨西哥        | 室外硬地 | 愛麗絲·梅滕斯         | 巴尔博拉·克赖奇科娃 卡特日娜·西尼亚科娃 | 3-6, 4-6                   |

## 歷年四大滿貫賽成績
指引：
| W | F | SF | QF | #R | RR | LQ (Q#) | A | P | Z# | PO | SF-B | F-S | G | NMS | NH | NQ |

W：冠軍；F：亞軍；SF：四強；QF：八強；#R：前四輪；RR：小組賽；LQ：止步資格賽；A：缺席；P：比赛延期；Z#：戴维斯杯/联合会杯组别赛（#表示级别）；PO：參與戴維斯盃/联合会杯附加赛；SF-B：奧運會銅牌；F-S：奧運會銀牌；G：奧運會金牌；NMS：非ATP1000大師賽系列；NH：該賽事本年度未舉行；NQ：未入圍。

#### 女子單打
| 歷年賽事         | 2002 | 2003 | 2004 | 2005 | 2006 | 2007 | 2008 | 2009 | 2010 | 2011 | 2012 | 2013 | 2014 | 2015 | 2016 | 2017 | 2018 | 2019 | 2020 | 2021 | 2022 | 2023 | 2024 | 會內登場             | 勝–敗                | 勝率                 |
| ---------------- | ---- | ---- | ---- | ---- | ---- | ---- | ---- | ---- | ---- | ---- | ---- | ---- | ---- | ---- | ---- | ---- | ---- | ---- | ---- | ---- | ---- | ---- | ---- | -------------------- | -------------------- | -------------------- |
| 澳洲網球公開賽   | Q2   | A    | A    | A    | Q3   | Q2   | 4R   | 1R   | A    | A    | Q2   | 2R   | 1R   | Q1   | 2R   | 2R   | 4R   | 3R   | 1R   | QF   | A    | A    | Q1   | 10                   | 15–10                | 60%                  |
| 法國網球公開賽   | Q3   | A    | A    | A    | 1R   | 1R   | 1R   | Q1   | A    | A    | 1R   | 1R   | Q1   | Q1   | 2R   | 3R   | 1R   | 2R   | 2R   | 1R   | A    | A    | A    | 11                   | 5–11                 | 31%                  |
| 溫布頓網球公開賽 | Q2   | A    | A    | A0   | 1R   | 1R   | 2R   | A    | A    | A    | 3R   | 2R   | 1R   | 2R   | 1R   | 1R   | 4R   | 3R   | NH   | 1R   | A    | Q3   | A    | 12                   | 10–12                | 45%                  |
| 美國網球公開賽   | Q1   | A    | A    | 1R   | Q3   | Q3   | 2R   | Q1   | A    | A    | 1R   | 2R   | Q1   | Q2   | 1R   | Q3   | 2R   | 2R   | A    | 2R   | A    | A    | A    | 8                    | 5–8                  | 38%                  |
| 勝-敗            | 0–0  | 0–0  | 0–0  | 0–1  | 0–2  | 0–2  | 5–4  | 0–1  | 0–0  | 0–0  | 2–3  | 3–4  | 0–2  | 1–1  | 2–4  | 3–3  | 7–4  | 6–4  | 1–2  | 5–4  | 0–0  | 0–0  | 0-0  | 41                   | 35–41                | 46%                  |
| 生涯單打決賽     |      |      |      |      |      |      |      |      |      |      |      |      |      |      |      |      |      |      |      |      |      |      |      |                      |                      |                      |
| 冠軍             | 0    | 0    | 0    | 0    | 0    | 0    | 0    | 0    | 0    | 0    | 2    | 0    | 0    | 0    | 0    | 0    | 1    | 0    | 0    | 0    | 0    | 0    | 0    | 冠軍總計: 3          | 冠軍總計: 3          | 冠軍總計: 3          |
| 決賽             | 0    | 0    | 0    | 0    | 0    | 0    | 0    | 0    | 0    | 0    | 2    | 0    | 0    | 0    | 0    | 0    | 1    | 0    | 0    | 0    | 0    | 0    | 0    | 決賽總計: 3          | 決賽總計: 3          | 決賽總計: 3          |
| 世界年終排名     | 262  | 653  | 426  | 154  | 140  | 157  | 79   | 318  | 361  | 176  | 25   | 85   | 144  | 106  | 97   | 96   | 28   | 32   | 66   | 106  | 526  | 703  | —    | 生涯獎金 $10,983,445 | 生涯獎金 $10,983,445 | 生涯獎金 $10,983,445 |

#### 女子雙打
| 歷年賽事         | 2004 | 2005 | 2006 | 2007 | 2008 | 2009 | 2010 | 2011 | 2012 | 2013 | 2014 | 2015 | 2016 | 2017 | 2018 | 2019 | 2020 | 2021 | 2022 | 2023 | 2024 | 會內登場     | 勝–敗        | 勝率         |
| ---------------- | ---- | ---- | ---- | ---- | ---- | ---- | ---- | ---- | ---- | ---- | ---- | ---- | ---- | ---- | ---- | ---- | ---- | ---- | ---- | ---- | ---- | ------------ | ------------ | ------------ |
| 澳洲網球公開賽   | A    | 1R   | 2R   | 1R   | 2R   | QF   | 3R   | QF   | 2R   | 3R   | 2R   | 2R   | 3R   | A    | SF   | 2R   | F    | 2R   | A    | A    | W    | 17           | 38–16        | 70%          |
| 法國網球公開賽   | A    | A    | A    | 2R   | 1R   | SF   | 1R   | 1R   | 2R   | 2R   | W    | QF   | 1R   | 2R   | 1R   | 3R   | 3R   | 3R   | A    | W    | 2R   | 17           | 30–15        | 67%          |
| 溫布頓網球公開賽 | A    | A    | 1R   | 1R   | 1R   | 1R   | 3R   | 1R   | 3R   | W    | 3R   | QF   | 1R   | 1R   | 3R   | W    | NH   | W    | A    | W    | SF   | 17           | 40–13        | 75%          |
| 美國網球公開賽   | A    | A    | A    | 1R   | 1R   | 2R   | 2R   | 3R   | SF   | QF   | 3R   | 2R   | A    | 3R   | 3R   | 3R   | A    | QF   | A    | SF   | 1R   | 15           | 23–14        | 64%          |
| 勝–敗            | 0–0  | 0–1  | 1–2  | 1–4  | 1–4  | 8–4  | 5–4  | 5–4  | 8–4  | 12–3 | 11–3 | 8–4  | 2–3  | 3–3  | 8–4  | 11–3 | 7–2  | 12–3 | —    | 16–1 | 12–4 | 66           | 125–55       | 69%          |
| WTA年終總決賽    |      |      |      |      |      |      |      |      |      |      |      |      |      |      |      |      |      |      |      |      |      |              |              |              |
| WTA年終賽        | A    | A    | A    | A    | A    | A    | A    | A    | A    | W    | F    | A    | A    | A    | A    | F    | NH   | F    | A    | A    |      | 4            | 10–5         | 67%          |
| 生涯雙打決賽     |      |      |      |      |      |      |      |      |      |      |      |      |      |      |      |      |      |      |      |      |      |              |              |              |
| 冠軍             | 0    | 0    | 0    | 2    | 2    | 3    | 0    | 1    | 1    | 5    | 3    | 0    | 0    | 2    | 1    | 4    | 4    | 2    | —    | 2    |      | 冠軍總計: 32 | 冠軍總計: 32 | 冠軍總計: 32 |
| 決賽             | 1    | 0    | 0    | 4    | 4    | 3    | 0    | 1    | 1    | 5    | 4    | 1    | 0    | 3    | 4    | 6    | 5    | 3    | —    | 2    |      | 決賽總計: 47 | 決賽總計: 47 | 決賽總計: 47 |
| 世界年終排名     | 166  | 135  | 102  | 46   | 53   | 9    | 46   | 35   | 25   | 3    | 5    | 26   | 96   | 32   | 17   | 4    | 1    | 3    | —    | 6    |      |              |              |              |

## 擊敗世界前十球員紀錄
| #    | 對手                | 排名  | 賽事                           | 場地 | 回合 | 比分                 |      |
| 2017 | 2017                | 2017  | 2017                           | 2017 | 2017 | 2017                 | 2017 |
| ---- | ------------------- | ----- | ------------------------------ | ---- | ---- | -------------------- | ---- |
| 1.   | Johanna Konta       | No.8  | 法國網球公開賽，巴黎，法國     | 紅土 | 1R   | 1–6, 7–6 (7–2) , 6–4 |      |
| 2018 |                     |       |                                |      |      |                      |      |
| 2.   | 加尔维涅·穆古拉扎   | No.3  | 澳洲網球公開賽，墨爾本，澳洲   | 硬地 | 2R   | 7–6 (7–1) , 6–4      |      |
| 3.   | 西蒙娜·哈勒普       | No.1  | 溫布頓網球錦標賽，伦敦，英格兰 | 草地 | 3R   | 3-6, 6-4, 7-5        |      |
| 2019 |                     |       |                                |      |      |                      |      |
| 4.   | Angelique Kerber    | No.7  | 杜拜超5巡迴賽                  | 硬地 | 3R   | 5-7, 6-4, 6-0        |      |
| 5.   | 卡罗利娜·普利斯科娃 | No.5  | 杜拜超5巡迴賽                  | 硬地 | 4R   | 6-4, 1-6, 7-5        |      |
| 6.   | 大坂直美            | No.1  | 邁阿密皇冠明珠賽               | 硬地 | 3R   | 4-6, 7-6 (7–4) , 6-3 |      |
| 7.   | Aryna Sabalenka     | No.10 | 伯明罕巡迴賽                   | 草地 | 1R   | 6-3, 2-6, 7-6 (7–1)  |      |
| 2021 |                     |       |                                |      |      |                      |      |
| 8.   | Bianca Andreescu    | No.9  | 澳洲網球公開賽，墨爾本，澳洲   | 硬地 | 2R   | 6–3, 6–2             |      |

## 爭議事件

### 仁川亞運風波
2014年仁川亞運，依照慣例由單雙打排名都更高的謝淑薇選擇雙打搭檔，謝淑薇認為與詹詠然搭檔女雙的組合較佳，遭詹詠然拒絕。謝淑薇在臉書宣布，只打第一周的團體賽，第二周會與中國大陸搭檔彭帥參加中國大陸北京公開賽，退出女子雙打、混合雙打的個人賽。體育署表示為維護選手的紀律，謝淑薇如果不打個人賽，就會把她除名，同時父親謝子龍的女子隊教練資格也會被換掉。透過謝子龍溝通，謝淑薇最後同意和詹謹瑋搭檔打女雙。

### 里約棄賽 退出台灣網壇
謝淑薇在2016年約奧運開幕前兩天，在臉書宣布「全面退出台灣網壇，永不受國家隊徵召。」並退出奧運單打及雙打比賽，導致雙打夥伴莊佳容因此被迫退出奧運，父親謝子龍表示支持，並宣布他們全家都退出台灣網壇 。
父親謝子龍在《寶島全世界》廣播節目專訪中說到為什麼謝淑薇要爭教練證，謝子龍說：「我已經當過奧運和亞運教練，這次奧運教練對我自己沒影響，我孩子都拿第一了，有很多小孩要給我教，我可以拿很好的價錢，可是對我兒子來說，拿到奧運教練可以讓他將來有機會在大學任教。如果錯過這一次奧運，哥哥可能一輩子都沒有機會，因為妹妹（謝淑薇）就剩這一次奧運。」

### 補助款風波
謝淑薇連續透過臉書放話，質疑體育署、網球協會補助款說法不一，表示她也不知道自己有過教育部之前公布五千多萬的補助款，指稱網協劉中興上任沒幾年就開跑車買豪宅，劉中興回應，謝淑薇的不實言論已造成重傷害。網協隨即公布其經手的一千多萬補助款，並要謝淑薇公布落差何在。謝淑薇又說，「我也要想想網協什麼時候給了我一千萬過了」、「印象中也沒有一千萬」。體育署長何卓飛說，謝淑薇的獎補助款分為三種，一種是國光獎金，一種是國營事業贊助；第三種才是培訓經費，培訓經費約新臺幣1130.5萬元，先撥給網協，再轉給謝淑薇，除了2016年的200萬元還沒給，其他930萬元都已撥給謝淑薇，且有收據憑證。2016年10月3日在臉書自爆收到法務部來文，嗆聲：「最差不過就是構陷入獄！」不過父親謝子龍以證人身分赴調查局後，謝淑薇隨即刪除該文。

### 指控網協、體育署
謝淑薇指控網協根本沒有提供她千萬補助，說「該不會偷偷燒了一千萬冥幣給我，又跟2012倫敦奧運一樣，有四百萬暗槓起來沒通知選手團隊吧？」謝淑薇在臉書粉絲頁公布個人銀行帳戶，質疑體育署與網球協會近年補助金額不實，網協發表聲明回應，謝自2006年起所領取補助訓練金額(不包括2006年之前補助)，已實領約801萬台幣。謝從2006年起核定補助金額達1225萬，提出單據核結金額為801萬，已匯入其帳戶；里約奧運培訓專案的200萬，謝棄賽後未提出單據核銷。網協秘書長劉中興表示，這僅就他任內整理列表，並不包括2006年之前相關補助。謝臉書所謂「5千萬或1千萬補助」等說法，分為國光獎助獎金、國營企業贊助及培訓經費這3部分，其中國光獎金直接給當事人；國營企業贊助體育署僅負責牽線介紹；至於培訓經費，確認網協經手「優秀選手補助計畫」已撥發至謝的帳戶，相關單據憑證也查核。
謝淑薇質疑中華民國網球協會未發足補助款，並稱網協有黑社會勢力，在網協發聲明自清後，2017年2月11日謝又再度發文，砲火改對準體育署，強調自己並未拿到5000萬補助。2016年體育署便已列出所謂補助，2005年起培訓計畫補助約1109萬，國光獎章獎金1560萬，此外有1900萬和2年中華航空機票則是政府牽線贊助。網協則在前天就回應只經手運動賽會培訓計畫補助，靠單據核銷，謝淑薇歷年提出單據總額約801萬，歡迎謝淑薇或其家人、團隊來對帳。謝淑薇未針對體育署、網協說明回應，但公布自己曾確切經手3家贊助商贊助金額。這3家贊助商都是公營企業或公股事業體，謝淑薇公布數字和體育署說法約有1200萬落差。體育署公布牽線贊助包括臺灣菸酒公司旗下台灣啤酒贊助500萬，謝淑薇表示確實收到，但稅後不到400萬，並稱會再查清楚金額；體育署公布中華航空贊助2014年全年機票、2015年40張機票，謝淑薇表示華航是謝父出面拜託體育署給的贊助，從2013年華航便有贊助，由於家人也可以搭，謝父要謝淑薇拿下贊助幫弟弟。謝表示：「這個贊助對我本人作用不大。教練團都用外國人，加上信用卡已累積兩家航空公司各有幾十萬里程，隨時買經濟艙升等很方便。」
謝淑薇在臉書上公開指控網協「要告死她」，謝說：「收到網協寄來的『妳說我們壞話，損壞我們的形象，我們要告死妳』的信函。」；「我若被抓去關了...薇迷要來看我喔」；「我這麼愛亂說話，網協應該寫信到國際網總要求禁賽我」。網球協會隨後在網站公布日前寄給謝淑薇的信函表示單純只想告知謝淑薇，協會並未「要告死任何一位球員」。

### 母親租屋發言爭議
謝淑薇母親2013年1月以「胡瑱瑱」假名在高雄三民區租屋，因積欠房租，與屋主委託產生糾紛；雙方2014年7月在三民區公所開調解會，希望謝家子女能協助處理，謝家6名兒女均未到場，調解不成立。謝淑薇在臉書表示，「謝家父母養好幾個為國爭光的小孩，養到房租都付不出來了...體育署說的5千萬到底去哪裡了？請蔡政府詳查。別讓國家的頂尖選手，連房租都付不出來好嗎？」

## 外部連結
- 謝淑薇的Facebook專頁
- 謝淑薇的Instagram帳戶
- 謝淑薇在Women's Tennis Association（英语）
- 謝淑薇在International Tennis Federation（英语）
- 謝淑薇在Billie Jean Cup（英语）
- 謝淑薇在Wimbledon（英语）
- 謝淑薇在tennisabstract.com（英语）
- 謝淑薇在ESPN（英语）
- 謝淑薇在Olympics.com（英语）
- 謝淑薇在Olympedia（英语）